# Organisation de la municipalité de Paris (Révolution française)
L'Organisation de la municipalité de Paris est établie en 1789 et 1790.
Le 14 décembre 1789, l'Assemblée nationale constituante prit un décret « relatif à la constitution des municipalités ». Sanctionné par Louis XVI, par lettre-patente du même jour, il devint la « loi des 14 » (pour le 14 décembre 1789), relative à la constitution des municipalités. Aux termes de son article premier, « les municipalités actuellement subsistant en chaque ville, bourg, paroisse ou communauté, sous le titre d'hôtels-de-ville, mairies, échevinats, consulats, et généralement sous quelque titre et qualification que ce soit, (étaient) supprimées et abolies ». Il leur était substitué des municipalités élues. Son article 25 réservait l'organisation de la municipalité de Paris : « Quant à la ville de Paris, attendu son immense population, elle sera gouvernée par un règlement particulier, qui sera donné par l'Assemblée nationale (constituante), sur les mêmes bases et d'après les mêmes principes que le règlement général de toutes les municipalités du royaume ».
Outre l'« immense population » de la ville de Paris, deux autres motifs conduisirent l'Assemblée nationale constituante à pourvoir la municipalité de Paris d'une organisation particulière.
En premier lieu, la ville de Paris avait été substituée à Versailles comme capitale du royaume. Cela résultait tant du décret du 9 octobre 1789, réitéré le 12 octobre suivant, par lequel l'Assemblée nationale constituante avait décidé sa « translation » à Paris, que de la proclamation royale du 9 octobre 1789, par laquelle Louis XVI avait déclaré fixer « sa résidence à Paris ».
En second lieu, la ville de Paris était le chef-lieu d'un département éponyme : le « département de Paris », futur département de la Seine. Le 26 février 1790, l'Assemblée nationale constituante prit un décret « relatif à la division de la France en quatre-vingt-trois départements » qui réitérait des décrets partiels. Sanctionné par Louis XVI, par lettre-patente du 4 mars 1790, il devint la loi des 26 février = 4 mars 1790. L'article 60 : « (Département de) Paris », de son titre II : « Division du Royaume », était ainsi conçu : « L'assemblée de ce département se tiendra dans la ville de Paris. Il est divisé en trois districts, dont les chefs-lieux sont : Paris, Saint-Denis, le Bourg-la-Reine. Les districts de Saint-Denis et du Bourg-la-Reine seront seulement administratifs ». La ville de Paris était ainsi chef-lieu tant du département que du district de Paris. D'autre part, celui-ci n'était formé que de la ville de Paris. En outre, les deux autres districts du département de Paris — celui de Saint-Denis et celui de Bourg-la-Reine — n'étaient qu'« administratifs ».
Le 21 mai 1790, l'Assemblée nationale constituante prit un décret « relatif à l'organisation de la municipalité de Paris ». Sanctionné par Louis XVI, par lettre-patente du 27 juin 1790, il devint la loi des 21 mai = 27 juin 1790, relative à l'organisation de la municipalité de Paris.
L'organisation de la municipalité de Paris aura une structure pyramidale :
Les assemblées primaires désignent le maire et 144 notables (Conseil général de la Commune de Paris), puis parmi ces notables, 48 officiers municipaux (corps municipal) ; les 144 notables (Conseil général de la Commune de Paris), désignent parmi ces 48 officiers, 16 administrateurs (bureau municipal). Les 32 autres forment le Conseil municipal.
La municipalité sera assistée d'un « parquet » composé d'un procureur-syndic et deux substituts.
Les cellules de base (assemblées primaires) ne seront plus les districts, mais 48 sections découpées différemment et malgré l'adresse du 23 mars 1790 rédigée par les délégués d'une cinquantaine de distrits réunis à l'évêché -non permanentes-.

## Abolition de l'ancienne municipalité de Paris
La loi des 21 mai = 27 juin 1790 abolit « l'ancienne municipalité de la ville de Paris et tous les offices qui en dépendaient ».
Il s'agissait, en bref :
1. Du « Prévôt des marchands », nommé par le roi pour deux ans ;
2. Du « Bureau de Ville », formé par l'adjonction au précédent de quatre « échevins », élus pour deux ans au suffrage indirect à quatre degrés ;
3. Du « Grand bureau », formé par l'adjonction, au Bureau de Ville, de vingt-quatre « conseillers » ;
4. De l'« Assemblée électorale », formée par l'adjonction, au Grand Bureau, de seize « quarteniers » et de vingt-deux « bourgeois mandés ».

## Abolition de la municipalité provisoire de Paris
Outre « l'ancienne municipalité de la ville de Paris et tous les offices qui en dépendaient », la loi des 21 mai = 27 juin 1790 abolit « la municipalité provisoire subsistant à l'hôlel-de-ville ou dans les sections de la capitale, connus aujourd'hui sous le nom de districts ».
Les « sections de la capitale » dont il s'agissait étaient les soixante districts qui avaient été formés, pour l'élection des représentants du tiers état aux États généraux, par subdivision des vingt quartiers dont la ville de paris était alors constituée.

## Territoire de la nouvelle municipalité
En 1702, le territoire de la ville de Paris fut accru par l'adjonction de quatorze faubourgs : le faubourg Saint-Honoré, le faubourg Montmartre, le faubourg Richelieu, le faubourg Saint-Denis, le faubourg Saint-Lazare, le faubourg Saint-Martin, le faubourg Saint-Laurent, le faubourg du Temple, le faubourg Saint-Antoine, le faubourg Saint-Victor, le faubourg Saint-Marcel, le faubourg Saint-Jacques, le faubourg Saint-Michel et le faubourg Saint-Germain. La ville de Paris fut, en outre, divisée en vingt quartiers : le quartier de la Cité, le quartier Saint-Jacques-de-la-Boucherie, le quartier Sainte-Opportune, le quartier du Louvre ou Saint-Germain-l'Auxerrois, le quartier du Palais-Royal, le quartier Montmartre, le quartier Saint-Eustache, le quartier des Halles, le quartier Saint-Denis, le quartier Saint-Martin, le quartier de La Grève, le quartier Saint-Paul ou de la Mortellerie, le quartier Sainte-Anvoie ou de la Verrerie, le quartier du Temple ou du Marais, le quartier Saint-Antoine, le quartier de la place Maubert, le quartier Saint-Benoît, le quartier Saint-André, le quartier du Luxembourg et le quartier Saint-Germain-des-Prés.
La nouvelle municipalité de Paris fut « renfermée dans l'enceinte des nouveaux murs » mais « les boulevards que l'on construi(sait) en dehors de ces murs (furent) soumis à (son) administration ».
Le territoire de la municipalité de Paris était délimité par le mur dit des Fermiers généraux. Il s'agissait d'une enceinte, longe de vingt-trois kilomètres, construite de 1784 à 1787. Elle n'avait rien de défensif : c'était un mur d'octroi d'octroi destiné à permettre aux agents du fisc de percevoir, à chacune de ses soixante barrières, les droits d'entrée des marchandises. La superficie de la municipalité de Paris était ainsi de 3 370 hectares ; et sa population, de cinq cent mille habitants.
Mais, à ce Paris intra muros, s'ajoutaient les boulevards alors en cours de construction et qui forment, dans le Paris d'aujourd'hui, la seconde ceinture de boulevards.

### Inclusion de la partie intérieure de l'ancienne paroisse et communauté de Montmartre
Le mur dit des fermiers généraux avait scindé le territoire de la « paroisse et communauté de Montmartre » en deux parties : l'une, dite « Montmartre intérieur » ou « Montmartre en deçà des murs » ; l'autre, dite « Montmartre extérieur » ou « Montmartre hors-les-murs ».
Dès le mois de mars 1790, les députés du comité provisoire de « Montmartre hors-les-murs » demandèrent à Louis XVI l'autorisation de procéder à la formation de leur municipalité. L'étendue du territoire de la nouvelle municipalité de Paris n'ayant pas encore été définie, le roi leur accorda seulement la permission d'organiser une municipalité provisoire, afin d'obvier à l'inconvénient grave alors d'être sans magistrats ni direction. Les citoyens actifs de « Montmartre hors-les-murs », convoqués, conformément aux décrets de l'Assemblée nationale constituante, le 16 avril 1790, élurent une administration ainsi composée : un maire, un procureur de la commune, huit officiers municipaux et dix-huit notables.
Dans le même temps, les habitants du « Montmartre en deçà des murs », malgré les vives réclamations et les protestations de ceux du « Montmartre hors-les-murs », organisèrent entre eux, et sans autorisation, une administration particulière, qui tenait ses séances rue de la Tour-d'Auvergne. Ils élurent aussi un maire et des officiers municipaux. Mais cette commune fut éphémère. En effet, l'Assemblée nationale constituante prit, le 22 juin 1790, un décret « relatif à la formation de la municipalité de Montmartre ». Sanctionné le 25 du même mois, il devint la loi des 22 = 25 juin 1790. Il réunit le « Montmartre en deçà des murs » à la municipalité de Paris.

### Exclusion du faubourg de Gloire et réunion de celui-ci à la municipalité de La Chapelle
Le mur des fermiers généraux avait scindé le faubourg Saint-Denis en deux parties : l'une, dite « intérieure » ou « en deçà des murs » ; l'autre, dite « extérieure » ou « hors-les-murs », et connue sous le nom de « faubourg de Gloire ».
L'Assemblée nationale constituante pris, le 31 juillet 1790, un décret « qui réunit à la municipalité de La Chapelle la partie du faubourg Saint-Denis, à Paris, connu sous le nom de faubourg de Gloire ». Sanctionné le 3 août suivant, il devint la loi des 31 juillet = 3 août 1790.

### Inclusion des quinze toises en deçà des murs
L'Assemblée nationale constituante pris, le 19 octobre 1790, un décret « sur la fixation de l'étendue du territoire de la municipalité de Paris ». Sanctionné le 23 octobre 1790, il devint la loi des 19 = 23 octobre 1790. Il étendit le territoire de la nouvelle municipalité de Paris « jusqu'à la distance réservée de quinze toises pour l'isolement des nouveaux murs ».

### Sort des autres dépendances de l'ancienne municipalité situées en deçà des murs
Le décret précité du 19 octobre 1790 exclut du territoire de la nouvelle municipalité de Paris des dépendances qui relevaient précédemment de la juridiction de l'ancienne.
Parmi ces dépendances, les suivantes furent réunies et constituèrent le territoire de la municipalité de Bercy : la Grande-Pinte, le Ponceau, la Vallée-de-Fécamp, la Grange-aux-Merciers, le Petit-Bercy et la rue de Berry hors les murs.
Les autres dépendances distraites de la nouvelle municipalité de Paris furent respectivement réunis aux municipalités voisines : Vaugirard, Mont-Rouge, Gentilly, Ivry, Saint-Mandé, Charonne, Belleville, La Villette, La Chapelle, Clichy et Passy.

## Nom de la municipalité
La ville de Paris avait pour noms officiels « commune » ou « municipalité » de Paris.

## Sections de la commune
La ville de Paris était « divisée, par rapport à sa municipalité, en quarante-huit parties, sous le nom de sections » qui ne devaient « être regardées que comme des sections de la commune ». Ainsi quarante-huit sections étaient substituées aux soixante districts abolis.
Ces sections devaient être égales, « autant qu'il (était) possible, relativement au nombre des citoyens actifs » — c'est-à-dire comporter un nombre d'électeurs équivalent.
Leurs noms et leurs limites respectives furent fixées par le décret du 22 juin 1790.

### Organes des sections

#### Les commissaires de police
Les commissaires de police étaient élus pour deux ans.
Ils étaient immédiatement et indéfiniment rééligibles.

#### Les commissaires de section
Chacune des quarante-huit sections avait « seize commissaires, sous le nom de commissaires de section ».

##### Fonctions
Les commissaires de section exerçaient, « dans leur arrondissement (et) sous l'autorité du corps municipal et du conseil général de la commune », les fonctions suivantes :
1. « Surveiller et (..) seconder, au besoin, le commissaire de police »[8] ;
2. « Veiller à l'exécution des ordonnances, arrêtés ou délibérations, sans y apporter aucun obstacle ni retard »[9] ;
3. « Donn(er) aux administrateurs, au corps municipal et au conseil général, ainsi qu'au maire, au procureur de la commune et à ses substituts, tous les éclaircissements, instructions et avis qui leur (étaient) demandés »[9].

Les commissaires de section pouvaient, en outre, être chargés par l'administration du département de Paris, de la répartition des impôts dans leurs sections respectives.

## Organes de la municipalité
La municipalité de Paris était « composée d'un maire, de seize administrateurs (...), de trente-deux membres du conseil (municipal), de quatre-vingt-seize notables, d'un procureur de la commune (et) de deux substituts qui (étaient) ses adjoints et exer(çaient) ses fonctions à son défaut ».

### Maire
Le maire était élu « à la pluralité absolue des voix » — c'est-à-dire à la majorité absolue des suffrages exprimés. Si, au premier tour de scrutin, nul citoyen éligible n'obtenait la majorité absolue des suffrages exprimés, il était procédé à un second tour. Si nul citoyen éligible n'obtenait la majorité absolue des suffrages exprimés, il était alors procédé à un troisième et dernier tour de scrutin. Le choix ne pouvait alors se porter qu'entre les deux citoyens qui avaient réuni le plus de suffrages aux tours précédents. « Enfin, s’il y avait égalité de suffrages entre eux, à ce troisième scrutin, le plus âgé (était) préféré » — c'est-à-dire élu.
Le maire était élu pour deux ans. Il était immédiatement rééligible une fois pour deux ans. Ensuite, il n'était rééligible « qu'après un intervalle de deux ans ».

#### Incompatibilités
La fonction de maire était incompatible avec celles « de procureur de la commune et de ses substituts, de membres du corps municipal (c'est-à-dire d'administrateur ou de conseiller municipal) ou du conseil général (c'est-à-dire de notable), de secrétaire-greffier (...), d'adjoint du secrétaire-greffier, de trésorier, de garde des archives (et) de bibliothécaire ». Par suite, un administrateur élu maire, par exemple, était tenu « d'opter » pour l'une de ces deux fonctions.

#### Fonctions
Le « maire » était le « chef de la municipalité ».
Il était le « président du bureau et du corps municipal, ainsi que du conseil général de la commune ».
Il avait « voix délibérative dans toutes les assemblées ».
1. Il était chargé :
De signer ou, le cas échéant, de viser sur toutes les délibérations du bureau, du conseil municipal et du conseil général de la commune, ainsi que tous ceux des ordres d'un administrateur ou d'un département du bureau destinés à devenir publics[17] ;
2. De viser tout mandat sur la caisse, donné par les administrateurs[18] ;
3. De porter au conseil général de la commune, toutes les fois qu'il le jugeait convenable pour les intérêts de la commune, les délibérations du corps municipal[19].

### Corps municipal

#### Composition et subdivisions
Le « corps municipal » était composé du maire et de quarante-huit membres — ou « officiers municipaux ».
Il était « divisé en conseil et en bureau ».

#### Élection
Comme le maire, les autres membres du corps municipal étaient élus au suffrage direct. Les membres du corps municipal autres que le maire étaient élus « par bulletins de liste de dix noms » — c'est-à-dire au scrutin plurinominal — et à la « pluralité du quart des suffrages » — de sorte que chaque membre du conseil général de la commune recueillant au moins un quart des suffrages exprimés était élu.

#### Bureau

##### Composition
Le bureau avait pour membres le maire et « seize administrateurs ».

##### Élection
Contrairement au maire, les seize administrateurs étaient élus au suffrage indirect. Ils étaient, en effet, élus par le conseil général de la commune, « parmi les quarante-huit membres du corps municipal, non compris le maire », « au scrutin individuel » — c'est-à-dire uninominal — et « à la pluralité absolue des voix » — c'est-à-dire à la majorité absolue des suffrages exprimés. À cet effet, l'assemblée du conseil général de la commune se réunissait de plein droit « le surlendemain de la proclamation du maire et des quarante-huit autres membres du corps municipal ». Elle élisait successivement les administrateurs au département des subsistances, puis les administrateurs au département de la police, puis les administrateurs au département du domaine et des finances, puis les administrateurs au département des établissements publics de la ville de Paris, enfin les administrateurs au département des travaux publics.
Les seize administrateurs étaient renouvelés, par moitié, tous les ans.

#### Incompatibilités
La fonction d'administrateur était incompatible avec celles « de maire, de procureur de la commune et de ses substituts, de membres du corps municipal (c'est-à-dire de conseiller municipal) ou du conseil général (c'est-à-dire de notable), de secrétaire-greffier (...), d'adjoint du secrétaire-greffier, de trésorier, de garde des archives (et) de bibliothécaire ». Par suite, un administrateur élu maire, par exemple, était tenu « d'opter » pour l'une de ces deux fonctions.

##### Subdivisions
Le bureau était divisé en département.
Leur nombre était provisoirement fixé à cinq :
1. Le département des subsistances ;
2. Le département de la police ;
3. Le département du domaine et des finances ;
4. Le département des établissements publics de la ville de Paris ;
5. Le département des travaux publics.

Leurs attributions respectives et le nombre des administrateurs y affectés étaient fixés par le corps municipal.

##### Présidence
Le bureau était présidé par le maire.
En l'absence de celui-ci, il était présidé « alternativement » par chacun des administrateurs.

##### Séances
Le bureau siégeait trois fois par semaine.

##### Décisions
Les décisions du bureau étaient prises « à la pluralité des voix » — c'est-à-dire à la majorité des suffrages exprimés.

#### Conseil municipal

##### Composition
Le « conseil municipal » avait pour membres les « trente-deux autres » officiers municipaux.
Ils étaient renouvelés, par moitié, tous les ans.

##### Incompatibilités
La fonction de conseiller municipal était incompatible avec celles « de maire, de procureur de la commune et de ses substituts, de membres du corps municipal (c'est-à-dire d'administrateur) ou du conseil général (c'est-à-dire de notable), de secrétaire-greffier (...), d'adjoint du secrétaire-greffier, de trésorier, de garde des archives (et) de bibliothécaire ». Par suite, un conseiller municipal élu maire, par exemple, était tenu « d'opter » pour l'une de ces deux fonctions.

##### Présidence
Le conseil municipal était présidé par le maire.
En l'absence de celui-ci, il était présidé par un vice-président élu, en son sein, par le corps municipal.
En cas d'absence du maire et du vice-président, il était présidé par le doyen d'âge de ses membres.

##### Sessions
Le conseil municipal s'assemblait de plein droit « au moins une fois tous les quinze jours ».
Il s'assemblait, en outre, « extraordinairement », « lorsque les circonstances l'exige(aient) », sur convocation faite par le maire, à la demande, soit de celui-ci, soit de la majorité des administrateurs, soit de la moitié des membres du conseil.

##### Quorum
La « présence des deux tiers au moins des membres du conseil » était requise « pour recevoir les comptes de la gestion du maire et des administrateurs, du maniement des deniers du trésorier ».
« Pour prendre les autres délibérations », seule la présence de la majorité des « membres du corps municipal » était requise. En outre, en cas d'urgence, des notables pouvaient être appelés à siéger « selon l'ordre de leur élection », afin que ce quorum soit atteint.

### Le conseil général de la commune

#### Composition
Le « conseil général de la commune » avait cent quarante-cinq membres. Il était constitué par l'adjonction de « quatre-vingt-seize notables » au maire et aux « quarante-huit (autres) membres du corps municipal » — ou officiers municipaux.
Les notables étaient renouvelés, par moitié, tous les ans.

#### Élection
Comme le maire, les cent quarante-quatre membres du conseil général de la commune étaient élus au suffrage direct.
Chaque section élisait trois membres du conseil général.
Les membres du conseil général autres que le maire étaient élus « au scrutin individuel » — c'est-à-dire uninominal — « et à la pluralité absolue des suffrages » — c'est-à-dire à la majorité absolue des suffrages exprimés. Si, au premier tour scrutin, nul citoyen éligible ne recueillait la majorité absolue des suffrages exprimés, il était procédé à un second tour. Si, au second tour de scrutin, nul citoyen éligible ne recueillait la majorité absolue des suffrages exprimés, il était procédé à un troisième tour « entre les deux citoyens [éligibles] seulement qui [avaient recueilli] le plus de voix au second ». « En cas d'égalité de suffrages, au second [ou] au troisième [tour] scrutin, entre plusieurs citoyens ayant le nombre de voix exigé [pour être élus], la préférence [était] accordée à l'âge ».

#### Incompatibilités
La fonction de notable était incompatible avec celles « de maire, de procureur de la commune et de ses substituts, de membres du corps municipal (c'est-à-dire d'administrateur ou de conseiller municipal) (...), de secrétaire-greffier (...), d'adjoint du secrétaire-greffier, de trésorier, de garde des archives (et) de bibliothécaire ». Par suite, un notable élu maire, par exemple, était tenu « d'opter » pour l'une de ces deux fonctions.

#### Présidence
Le conseil général de la commune était présidé par le maire.
En l'absence de celui-ci, il était présidé par un vice-président élu, en son sein, par le corps municipal.
En cas d'absence du maire et du vice-président, il était présidé par le doyen d'âge de ses membres.

#### Séances
Le conseil général de la commune siégeait sur convocation faite, par le maire, au nom de celui-ci et du corps municipal.
Le maire le convoquait toutes les fois qu'il le jugeait nécessaire. Il était tenu de la convoquer lorsqu'il en était requis par au moins quarante-huit de ses membres.

### Le procureur de la commune et ses deux substituts
Les substituts du procureur de la commune étaient élus pour deux ans.
Ils étaient immédiatement rééligibles pour deux ans. Par la suite, ils n'étaient rééligibles « qu'après l'expiration de deux années ».

#### Incompatibilités
La fonction de procureur de la commune et de substitut étaient incompatibles entre elles. En outre, elles étaient incompatibles avec celles « de maire (...), de membres du corps municipal (c'est-à-dire d'administrateur ou de conseiller municipal) ou du conseil général (c'est-à-dire de notable), de secrétaire-greffier (...), d'adjoint du secrétaire-greffier, de trésorier, de garde des archives (et) de bibliothécaire ». Par suite, un substitut du procureur de la commune élu maire, par exemple, était tenu « d'opter » pour l'une de ces deux fonctions.

#### Fonctions
Le procureur de la commune et ses substituts avaient séance, sans voix délibérante, à toutes les assemblées du bureau, du conseil municipal et du conseil général de la commune.

## Les attributions de la municipalité
Les fonctions conférées à la municipalité étaient d'ordre exécutif ou, plus précisément, administratif.
La municipalité de Paris ne pouvait, « sous peine de nullité de ses actes, s'approprier les fonctions attribuées, par la constitution ou par les décrets des assemblées législatives, à l'administration du département de Paris ».
« Deux espèces de fonctions » lui étaient conférées : les unes, « propres au pouvoir municipal » ; les autres, « propres à l'administration générale de l'État » mais que celui-ci déléguait aux municipalités.

### Les «fonctions propres au pouvoir municipal»
Les fonctions « propres au pouvoir municipal » étaient les suivantes :
1. « Régir les biens communs et revenus de la ville » ;
2. « Régler et d'acquitter les dépenses locales qui doivent être payées des deniers communs » ;
3. « Diriger et faire exécuter les travaux publics qui sont à la charge de la ville » ;
4. « Administrer les établissements appartenant à la commune, ou entretenus de ses deniers » ;
5. « Ordonner tout ce qui a rapport à la voirie » ;
6. « Faire jouir les habitants des avantages d'une bonne police, notamment de la propreté, de la salubrité, de la sûreté, de la tranquillité dans les rues, lieux et édifices publics ».

La municipalité de Paris exerçait ces fonctions « sous la surveillance et l'inspection de l'administration du département de Paris ». Si nous ne craignions pas l'anachronisme, nous dirions que la municipalité de Paris exerçait ces fonctions en tant qu'autorité administrative décentralisée, sous la simple tutelle de l'administration du département de Paris.

### Les «fonctions propres à l'administration générale de l'État» mais déléguées par celui-ci
Les fonctions « propres à l'administration générale de l'État », que la municipalité de Paris exerçait « par délégation » de l'État, étaient les suivantes :
1. « La direction de tous les travaux publics, dans le ressort de la municipalité, qui ne seront pas à la charge de la ville » ;
2. « La direction des établissements publics qui n'appartiennent pas à la commune, ou qui ne sont pas entretenus de ses deniers » ;
3. « La surveillance et l'agence nécessaires à la conservation des propriétés nationales » ;
4. « L'inspection directe des travaux de réparations ou reconstructions des églises, presbytères et autres objets relatifs au service du culte ».

La municipalité de Paris exerçait ces fonctions « sous l’autorité de l'administration du département de Paris », et non sous les simples surveillance et inspection de celui-ci. En effet, pour ce qui concernait ces fonctions, la municipalité de Paris était « entièrement subordonnée à l'administration du département de Paris ». Si nous ne craignions pas l'anachronisme, nous dirions que la municipalité de Paris exerçait ces fonctions en tant qu'autorité administrative déconcentrée, sous l'autorité hiérarchique de l'administration du département de Paris.

## Les agents de la municipalité
La municipalité de Paris avait « un secrétaire-greffier (et) deux secrétaires-greffiers adjoints (...), un trésorier (...), un garde des archives et un bibliothécaire ».

### Le secrétaire-greffier et ses deux adjoints

#### Fonctions
Le secrétaire-greffier et ses adjoints « tenaient la plume » dans les assemblées du bureau, du conseil municipal et du conseil général de la commune ; ils rédigeaient en les procès-verbaux et les délibérations ; et ils en signaient les extraits et expéditions sans frais ; ils veillaient aux impressions, affiches et envois ; ils délivraient et contresignaient, sans frais, les brevets donnés par le conseil général de la commune, par le conseil municipal ou par le maire ; et ils exerçaient, en outre, toutes les fonctions du secrétariat et du greffe.